# День науки на Украине
День науки на Украине — профессиональный праздник для всех граждан Украины, чья работа так или иначе связана с научными изысканиями, который отмечается каждый год в третью субботу месяца мая.
День науки — сравнительно молодой праздник для украинских учёных, хотя Национальная академия наук Украины (НАНУ) была образована ещё 27 ноября 1918 года при правительстве гетмана Павла Скоропадского. После того, как Украина вошла в состав СССР, среди подобных республиканских академий в Советском Союзе НАН Украины всегда была в числе непререкаемых лидеров.
14 февраля 1997 года президент Украины Л. Д. Кучма подписал президентский Указ № 145/97 которым предписывалось «установить на Украине профессиональный праздник работников науки — День науки и отмечать его каждую третью субботу мая».
Как правило, в этот день, власть Украины поздравляет своих подчинённых с этим профессиональным праздником, а наиболее отличившиеся научные сотрудники награждаются государственными наградами, памятными подарками, премиями, правительственными грамотами и благодарностями руководства государства.